# Família chinesa (xadrez)
A família chinesa é uma denominação proposta a quatro peças não-ortodoxas do xadrez, empregadas em problemas e variantes, que tem sua origem no Xiangqi, sendo elas o Mao, Pao, Leo e Vao. O Pao e o Mao já eram utilizados no Xiangqi e foram introduzidos em 1939 em problemas não-ortodoxos. Também são utilizados em algumas variantes como no Xadrez Cavalier e no Xadrez Gigante, respectivamente. O Leo e o Vao são peças baseadas nas peças chinesas sendo propostas em 1947 e 1939. Em diagramas e composições, são representados pelas figuras do Cavalo (Mao), Bispo (Vao), Torre (Pao) e Dama (Leo) rotacionados no sentido anti-horário.